# Nicolas de Staël
Nicolas de Staël (em russo Николай Владимирович Шталь фон Гольштейн; São Petersburgo, 5 de janeiro de 1914—Antibes, 16 de março de 1955) foi um pintor de nacionalidade francesa e origem russa, que se conhece sobretudo pelo seu uso dum impasto espesso e pelas paisagens intensamente abstratas. Também trabalhou com collages, ilustrações e telas.

## Biografia

### Primeiros anos
Nicolas de Staël nasceu como Nikolai Vladimirovich Stael von Holstein na família de um tenente-general russo, o barão Vladimir Stael von Holstein, um membro da família Staël von Holstein, e o último comandante da Fortaleza de São Pedro e São Paulo, e a sua esposa, Olga Sakhanskaya.
Foi nomeado pajem da corte dos czares em dois anos de idade. A família De Staël viu-se obrigada a emigrar para a Polônia em 1919 devido à Revolução Russa. Tanto o seu pai como a sua madrasta faleceriam na Polônia, e o órfão Nicolas de Staël seria enviado com a sua irmã maior, Marina a Bruxelas a viver com uma família russa (1922).

### Começos artísticos
Estudou arte na Académie royale des beaux-arts em Bruxelas (1932). Na década de 1930 viajou pela Europa; viveu em Paris (1934) e em Marrocos (1936) (onde conheceu a sua companheira Jeannine Guillou, também pintora, e que apareceria em alguns dos seus quadros de 1941-1942). Trabalhou a princípio como desenhista de decorados. Em 1936 teve a sua primeira exposição de ícones e aquarelas em estilo bizantino na galeria Dietrich Cie, Bruxelas. Em 1938 instalou-se em Paris; foi aluno de Fernand Léger. Uniu-se à Legião Estrangeira Francesa em 1939 e foi desmobilizado em 1941. Em 1940 conheceu uma das suas futuras marchands, Jeanne Bucher.

### Segunda guerra mundial
Em 1941, deslocou-se a Nice, onde conheceu Jean Arp, Sonia Delaunay e Robert Delaunay, e estes artistas inspirar-lhe-iam os seus primeiros quadros abstratos ou Composições, realizadas em 1942.. Este último ano nasceu o primeiro filho de Jeannine e Nicolas de Staël: Anne. A família também incluía o filho de nove anos de Jeannine, Antoine. Em 1943 (durante a ocupação nazista), de Staël regressou a Paris com Jeannine, mas os anos de guerra foram extremamente difíceis. Durante a guerra os seus quadros foram incluídos em várias exposições coletivas, entre as quais está a intitulada "Pinturas abstratas", na galeria L'Esquisse de Paris, que incluiu obras de Kandinsky, Domela e Magnelli. Desse mesmo ano é a sua primeira exposição individual, na mesma galeria. Em abril de 1945 celebrou outra exposição individual na galeria Jeanne Bucher e em maio de 1945 os seus quadros incluíram-se no primeiro "salão de maio". A obra de De Staël foi incluída também no salão de Outono desse ano. Em Paris em 1944 conheceu aGeorges Braque, com quem travaria amizade. Por volta de 1945, as suas exposições deram-lhe fama entre os críticos. Contudo, os tempos eram tão difíceis e o sucesso chegou tarde demais, já que Jeannine faleceu em fevereiro de 1946, duma doença provocada pela desnutrição.

### Sucesso artístico
De Staël conheceu a Françoise Chapouton na Primavera de 1946, e casaram-se em maio. Em outubro desse ano, graças à sua amizade com o artista André Lanskoy (ao que conhecera em 1944), de Staël assinou um contrato com Louis Carré no que este lhe compraria todos os quadros que realizasse. 
Em janeiro de 1947 a família de Staël deslocou-se a uns alojamentos mais amplos graças ao crescente reconhecimento e maiores ligaduras. Em 1947 travou amizade com seu vizinho, o marchand privado norte-americano Theodore Schemp. A nova oficina de De Staël em Paris era muito perto da de Brauqe, e os dois pintores tornaram-se amigos muito próximos. Em abril de 1947 nasceu a sua segunda filha, Laurence. Em abril de 1948 nasceu o seu filho Jerome, assim como esse mesmo ano em Paris começou uma longa amizade com o artista alemão Johnny Friedlaender. Os seus quadros começaram a atrair a atenção mundial. Em 1950 celebrou uma exposição individual na galeria Jacques Dubourg em Paris e Schempp introduziu os quadros de De Staël em Nova Iorque, com uma exposição privada no seu apartamento do Upper East Side. Vendeu vários deles a importantes colecionadores, incluindo Duncan Phillips da Coleção Phillips. Teve sucesso nos Estados Unidos, e na Inglaterra em princípios da década de 1950.
Em 1950 Leo Castelli organizou uma exposição coletiva na galeria Sidney Janis de Nova Iorque na qual foi incluída a sua obra.
Em 1952 celebrou exposições individuais em Londres, Montevidéu, e em Paris.
Em março de 1953 teve a sua primeira exposição individual oficial em M. Knoedler & Co. em Nova York. Foi um sucesso de público e de crítica; e outra exposição na galeria Phillips de Washington DC, (conhecida atualmente como a Coleção Phillips) e adquiriram outros duas telas suas. De Staël e Françoise visitaram os Estados Unidos em 1953, indo ao MoMA, à Fundação Barnes em Merion, Pensilvânia, e outras importantes instituições.
Após regressar a Paris, de Staël conheceu o marchand Paul Rosenberg que lhe ofereceu um contrato de forma exclusiva. De Staël assinou com Rosenberg em parte devido a que Rosenberg era francês e porque era um importante marchand de Nova York que expunha muitos pintores cubistas aos que Nicolas de Staël admirava. No final de 1953 era tão grande a demanda de quadros de Nicolas de Staël que Rosenberg subiu os preços e continuamente pedia mais pinturas.
Para a sua planeada exposição da Primavera de 1954, Rosenberg pediu outros quinze quadros adicionais. Foi uma exposição que teve sucesso comercial. Em abril de 1954 nasceu o seu quarto filho, Gustave. Essa Primavera teve uma bem-sucedida exposição em Paris na galeria de Jacques Dubourg. Os seus novos quadros marcaram o seu distanciamento da abstração e um regresso para a figuração, a natureza-morta e a paisagem.

### Morte
Em 1953, a sua depressão levou-o ao isolamento no sul da França. No Outono de 1954 marchou com a sua família para Antibes. Sofria de esgotamento, insônia e depressão. Após um decepcionante encontro com um crítico de arte em 16 de março de 1955, De Staël se suicidou-se. Atirou-se desde o terraço do seu estudo. Tinha quarenta e um anos de idade.

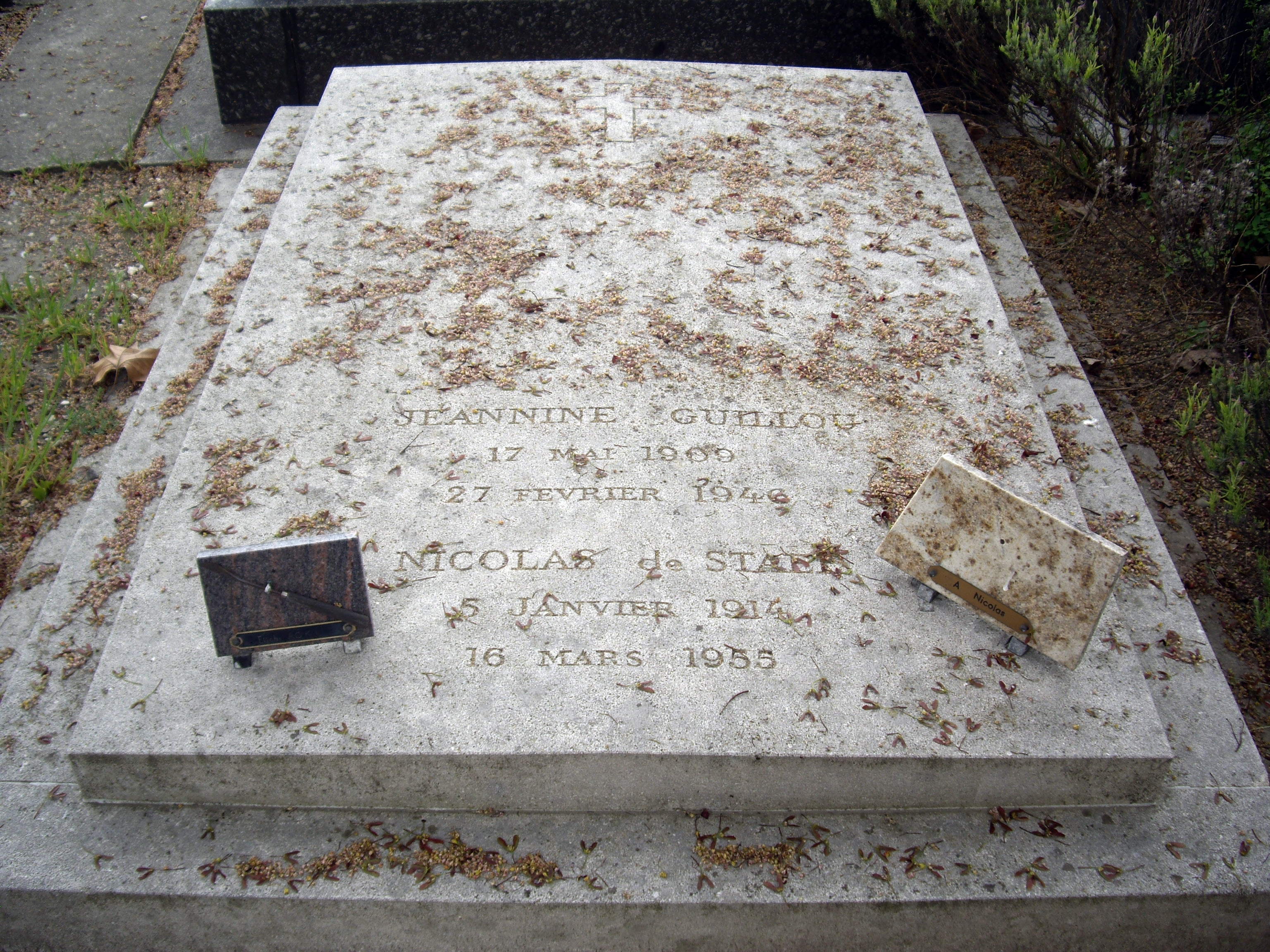
Tumba de Nicolas de Staël

## Legado
A carreira pictórica de Nicolas de Staël abrange apenas quinze anos (desde 1940), durante os quais pintou mais de mil quadros. A sua obra mostra a influência de Gustave Courbet, Paul Cézanne, Henri Matisse, Pablo Picasso (especialmente Picasso nas suas épocas azul e rosa), Georges Braque, Fernand Léger e Chaïm Soutine, assim como dos mestres holandeses Rembrandt, Vermeer e Hercules Seghers. Durante a década de 1940 e começando pela representação (especialmente paisagens, mas também natureza-mortas, e retratos), de Staël foi-se movimentando para a abstração. As suas primeiras obras (naturezas-mortas e retratos) destruiu-as na maior parte. Desenvolvendo o seu próprio estilo abstrato, altamente distintivo, que pode ser comparado com o movimento expressionismo abstrato norte-americano praticamente contemporâneo, e o tachismo francês, ainda que ele desenvolveu de maneira independente deles. Tipicamente os seus quadros contêm blocos de cor, emergindo como se lutassem na superfície da imagem.
A obra de Nicolas de Staël foi depressa reconhecida dentro da arte do pós-guerra, e tornou-se um dos artistas mais influentes da década de 1950. Contudo, afastou-se da abstração nos seus últimos quadros, na procura dum estilo lírico mais "francês", voltando à representação com formas figurativas  (marinhas, futebolistas, músicos de jazz, gaivotas) no final da sua vida. O seu regresso à figuração pode ser visto como um precedente para o movimento norte-americano Figuração da área da baía, pois muitos daqueles pintores abstratos fizeram um movimento similar; regressando à figuração durante meados da década de 1950. Pretendeu superar o dualismo "Objetividade ou não objetividade", voltando à unidade perdida, unindo abstração e objetividade.
O seu estilo de quadros caracteriza-se, sobretudo, por um grosso empasto, mostrando traços do pincel e duma espátula, e por uma divisão da tela em numerosas zonas de cor (especialmente azuis, vermelhas e brancas). Os seus quadros mais conhecidos de maturação de praias e paisagens estão dominados pelo céu e pelos efeitos de luz. Nestes, as pinceladas são mais fluidas e leves. Volta a formatos maiores.
Grande parte da obra tardia de Nicolas de Staël -em particular as suas paisagens ao óleo, em camadas finas e diluídas, de meados dos cinquenta, predizem a pintura de campos de cor e a Abstração lírica dos anos sessenta e setenta. A cor marcada e vívida dos seus últimos quadros predizem a direção que tomaria grande parte da pintura contemporânea posterior a ele, incluindo Pop Art nos sessenta.

## Algumas obras
- Figura à beira do mar ou Figura na praia, 1952, Kunstsammlung, Düsseldorf.
- Retrato de Anne, 1953, Museu de Unterlinden, Colmar.
- Paysage, 1953, Museu Coleção Berardo.

## Leilão
A pintura ‘Parc des Princes’, datada de 1952, foi vendida em leilão, em Outubro de 2019 por 20 milhões de euros a um colecionador privado europeu.